# Heta linjen (jazzrockgrupp)
Heta Linjen, eller Feta Heta Linjen som de kallade sig själv på sin första LP, var en spexig och humoristisk jazzrockgrupp som var aktiv under tidigt 1970-tal.
Heta linjen var ursprungligen det namnlösa band som kompade Doris på albumet Did You Give the World Some Love Today Baby och kan ses som en dåtida supergrupp med tanke på bandmedlemmarna som bland annat bestod av Janne Carlsson från Hansson & Karlsson, Ulf Andersson och Göran Lagerberg från Egba, sångerskan Kisa Magnusson och Berndt Egerbladh.
År 1974 medverkade delar av gruppen i Jaques Tatis film Parade, som spelats in på Cirkus i Stockholm, under namnet Janne Carlssons popgrupp förstärkta av bland annat Janne Schaffer. Bandet spelade under sin korta livslängd in två album 1971 samt medverkade på EMI:s samlingsalbum  Musik Från Frihamnen år 1972.

## Medlemmar
- Berndt Egerbladh - keyboard
- Janne "Loffe" Carlsson - trummor
- Bengan Karlsson - gitarr, sång
- Francis Cowan - cello
- Lucas Lindholm - bas
- Göran Lagerberg - bas, sång
- Ulf Andersson - saxofon, sång
- Kisa Magnusson - sång
- Håkan Sterner - sång
- Olle Holmquist - trombon, sång

## Diskografi
- 1971 - Won't You Step Inside (Odeon 062-34288)
- 1971 - Feta Heta Linjens Supershox (Polydor 2379 029)